# بیل تراورز
 بیل تراورز (انگلیسی: Bill Travers؛ ۳ ژانویهٔ ۱۹۲۲ – ۲۹ مارس ۱۹۹۴) یک هنرپیشه، کارگردان، فیلم‌نامه‌نویس، و تهیه‌کننده اهل بریتانیا بود. وی بین سال‌های ۱۹۵۰ تا ۱۹۹۲ میلادی فعالیت می‌کرد.